# Santa María de la Paz (Aguascalientes)
Santa María de la Paz es una localidad del estado mexicano de Aguascalientes. Es parte del municipio de Cosío.

## Toponimia
El nombre «Santa María de la Paz» hace referencia a la santa patrona de la localidad: María de Nazaret.

## Demografía
| Gráfica de evolución demográfica |
|                                  |

| Censo | Población |
| ----- | --------- |
| 1940  | 121       |
| 1950  | 214       |
| 1960  | 218       |
| 1970  | 318       |
| 1980  | 558       |
| 1990  | 578       |
| 2000  | 795       |
| 2010  | 1 026     |
| 2020  | 1 096     |